# Lodovico Mortara
Lodovico Mortara (Mantova, 16 aprile 1855 – Roma, 1º gennaio 1937) è stato un giurista, magistrato e politico italiano, ministro della giustizia con il primo governo Nitti.

## Biografia
Nato in una famiglia ebraica a Mantova, suo padre Marco era il rabbino maggiore della comunità di Mantova. Avvocato e docente universitario di Procedura civile, a soli trent'anni pubblicò un magistrale pamphlet di politica del diritto: Lo Stato moderno e la giustizia. Questo gli consentì di ottenere nel 1886 la cattedra di Procedura Civile e Ordinamento Giudiziario presso la prestigiosa Università di Pisa.
Fu fra i promotori della riforma del procedimento sommario (Legge n. 107/1901) e redi
Da quel momento incominciò una nuova carriera di parlamentare e membro di commissioni ministeriali. 
Nel 1919-1920 divenne ministro della giustizia con il primo governo Nitti.
Chiamato in magistratura per "meriti insigni", divenne membro della Corte di Cassazione e, successivamente, Primo Presidente della Corte d'appello di Ancona, Procuratore Generale a Palermo e, infine, Primo Presidente della Corte di Cassazione di Roma, incarico che tenne fino al 1923, quando il neonato regime fascista gli impose il pensionamento anticipato, con il pretesto di realizzare proprio quella Cassazione unica che egli sognava da poco meno di trent'anni.
Insieme con lui fu collocato a riposo anche il suo fedele amico Raffaele de Notaristefani di Vastogirardi, presidente dell'Associazione magistrati fino al 1922 e procuratore generale del re d'Italia presso la Corte di Cassazione.

### Attività giuridica
Come magistrato, Mortara si occupò di ogni sorta di controversie; sono rimaste giustamente famose, ciascuna nel proprio ambito, la sentenza del 1922, in cui affermò l'incostituzionalità di un decreto del governo Mussolini, e quella che, durante la sua presidenza di Corte d'Appello di Ancona, decise sulla richiesta di dieci maestre di Senigallia di riconoscere alle donne il diritto di essere iscritte nelle liste elettorali. Egli ragionò molto sul diritto delle donne a essere incluse anche nel tessuto politico, nonostante i pregiudizi dell'epoca, con considerazioni che sono ancora di estrema attualità".
Alla sua attività parlamentare e di accademico membro di commissioni ministeriali si deve una ricca attività riformatrice, in cui si segnalano, in particolare:
- il codice di procedura penale del 1913, cd. "Finocchiaro Aprile", tuttora in vigore nella Città del Vaticano; e, al suo interno, un istituto da lui già auspicato ne Lo Stato moderno e la giustizia, ossia il decreto penale di condanna;
- l'abrogazione dell'autorizzazione maritale nel 1919[3];
- la Legge Mortara, promulgata nel 1919 per rinforzare le file della magistratura, i cui esponenti erano stati decimati dalla prima guerra mondiale e dal blocco dei concorsi. Essa aprì l'accesso alla magistratura a tutti i laureati in legge iscritti da almeno 5 anni all'albo professionale e/o esercitanti da pari tempo la professione di notaio[4].
- la legge del 1922 che ha introdotto nel nostro ordinamento il decreto ingiuntivo;
- sempre nel 1922, il procedimento davanti ai tribunali delle acque (tuttora in vigore), che, nelle sue intenzioni, avrebbe dovuto essere il "modello" del futuro processo di cognizione.

Massone, fu membro del Grande Oriente d'Italia e, nel 1920, del suo Supremo consiglio del Rito scozzese antico ed accettato.

## Opere
(parziale)

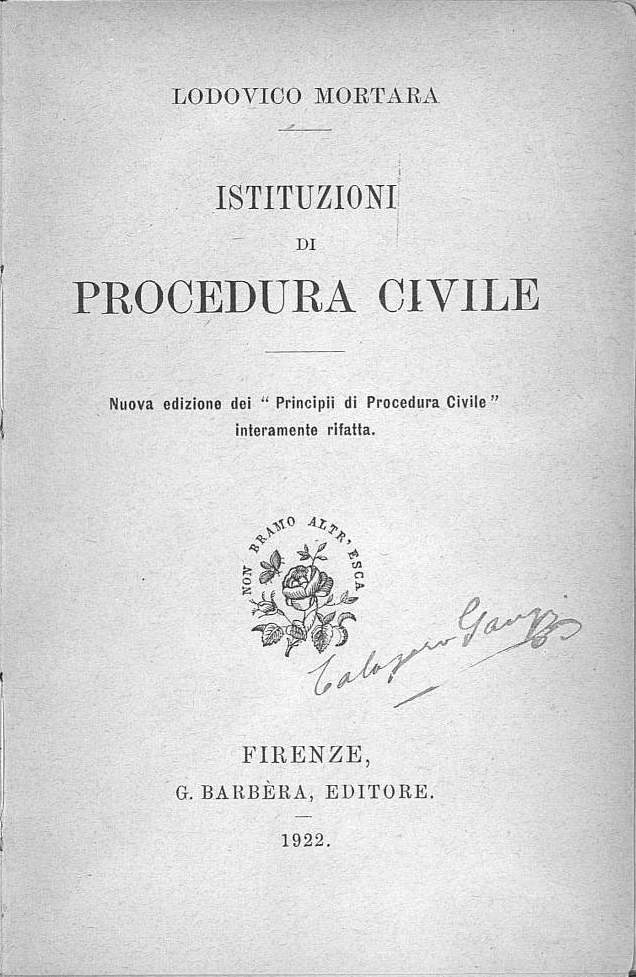
Istituzioni di procedura civile, 1922

- Lo Stato moderno e la giustizia, 1885.
- voce Appello civile, in Digesto italiano, vol. III, t. 2, Torino, 1890, pp. 404-1012
- Istituzioni di ordinamento giudiziario, Firenze, Barbera, 1906.
- Istituzioni di procedura civile, Firenze, Barbera, 1922. (nuova edizione di Principii di procedura civile)